# 马贝集团
马贝集团（MAPEI）总部位于意大利米兰，是一家主营建筑化学材料的跨国公司。

## 历史
1937年，马贝在意大利米兰成立。起步阶段，马贝仅是一个规模很小的家族企业。现今，马贝已成为世界上最大的建筑胶生产商，在粘合剂、辅助材料、建筑防水系统化学产品、混凝土中砂浆及水泥混合物的生产上也居于重要地位。
集团创始人为鲁道夫·斯奎兹（Rudolfo Squinzi），现任董事长为乔治·斯奎兹。马贝集团还拥有意大利足球甲级联赛萨索罗足球俱乐部及雷焦艾米利亚市的马贝体育场。马贝体育场是萨索罗足球俱乐部的主场。
MAPEI是意大利语（建筑工业辅助材料）的首字母。